# Temporada 2011-2012 del Reial Madrid CF
La temporada 2011–12 del Reial Madrid Club de Futbol va ser la 81a temporada consecutiva de l'equip a la Primera Divisió espanyola.

## Resum de la temporada

### Pretemporada
El 9 de maig, el club blanc va fitxar al migcampista alemany d'origen turc Nuri Sahin per sis temporades, provinent del Borussia Dortmund per uns 10 milions d'euros. El 19 del mateix mes fitxà al també alemany d'origen turc Hamit Altıntop per quatre temporades, aquest finalitzava contracte al Bayern de Múnic.
El 21 de maig s'anuncià que Jerzy Dudek no renovaria el seu contracte, acomiadant-se de l'afició al darrer partit de lliga contra la UD Almería. Dos dies després s'anuncià la incorporació de l'exjugador del planter José Callejón, que tornà després de tres temporades al RCD Espanyol per uns cinc milions d'euros.
El 25 de maig el club blanc va anunciar l'acomiadament del director general Jorge Valdano per desavinences amb l'entrenador, José Mourinho. El 27 de juny es fa oficial el quart fitxatge de la pretemporada: Raphaël Varane, del RC Lens, uns dies després, el 3 de juliol, es va fer oficial el traspàs del jove jugador del filial, Pablo Sarabia, al Getafe CF, reservant-se una opció de recompra. El 5 del mateix mes, el SL Benfica anuncià el traspàs de Fábio Coentrão a l'equip blanc per 30 milions d'euros.
La pretemporada començà l'11 de juliol, quan l'equip va viatjar a Los Angeles, on va fer un stage al campus de la Universitat de Califòrnia. Durant l'estada a Califòrnia, es va fer oficial la renovació dels defenses Sergio Ramos i Pepe fins a la temporada 2016-17 i 2015-16 respectivament. També es va produir la marxa de dos jugadors del planter, David Mateos i Juan Carlos al Reial Saragossa, el primer cedit, i l'altre per 2,5 milions d'euros, amb una opció de recompra i d'Ezequiel Garay, al SL Benfica. Pedro León, Royston Drenthe i Fernando Gago es quedaren a Madrid, al no comptar per l'entrenador.
El primer equip jugà tres partits amistosos als Estats Units, a Los Angeles contra els LA Galaxy als que guanyà per 4 gols a 1, a San Diego contra el Chivas de Guadalajara mexicà, guanyant també per 3 gols a 0, amb un hat-trick de Cristiano Ronaldo i a Filadèlfia contra el Philadelphia Union, amb un resultat favorable als blancs per 2 a 1. El dia 24 van tornar a Madrid, des d'on viatjaren a Berlín per disputar un amistós contra l'Hertha de Berlín, al que guanyaren per 1 a 3, i a Leicester, per jugar contra el Leicester City, guanyant també per un gol a dos.
El 21 de juliol, la Junta Directiva va aprovar un nou organigrama pel club, amb un únic Director General, per a José Ángel Sánchez, una Dirección del Gabinet de Presidència, sota la responsabilitat de Manuel Redondo i un nou càrrec per a Jose Mourinho com mànager esportiu de futbol.
El club jugà també dos amistosos a la Xina: el 3 d'agost contra el Guangzhou Evergrande, al que guanyà per set gols a un a l'estadi Tianhe de Canton i el dia 6 contra el Tianjin Teda, a l'Estadi Olímpic de Tianjin, amb un resultat de 0-6 favorable als madrilenys. El 5 d'agost es va fer oficial la cessió de Sergio Canales, que estava jugant la Copa del Món sub-20, al València CF per dues temporades.
El primer torneig oficial de la temporada va ser la Supercopa d'Espanya contra el FC Barcelona. Al partit d'anada al Santiago Bernabéu quedaren empatats a dos gols, i al partit de tornada al Camp Nou el Madrid va perdre per 3 a 2, amb un gol de Messi al temps afegit. El partit de tornada quedà marcat per la tangana que protagonitzaren els futbolistes i l'equip tècnic d'ambdós equips, després d'una forta entrada de Marcelo a Cesc Fàbregas. David Villa i Mesut Özil van ser expulsats per la baralla i Marcelo per l'entrada. Jose Mourinho també va ser protagonista de la tangana, ja que va agredir al segon entrenador blaugrana, Tito Vilanova, ficant-li el dit a l'ull, i al faltar-li el respecte a l'anomenar-lo "Pito Vilanova".
La primera jornada de lliga prevista pel 21 d'agost es va traslladar al gener, a causa d'una vaga dels futbolistes professionals. La segona jornada es disputà el 28 d'agost, esdevenint el primer líder de la classificació en guanyar al Reial Saragossa per 0-6, amb hattrick de Cristiano Ronaldo.

Finalment, es converteix en Campió de Lliga, batent el rècord de gols i punts en una temporada.

## Plantilla
Els futbolistes que formen la plantilla del Reial Madrid Club de Futbol durant la temporada 2011-2012 són els següents:
| N. | Pos. | Nac. | Jugador                  |
| -- | ---- | --- | ------------------------ |
| 1  | POR  | [[Fitxer:Flag of Spain.svg\|23x15px\|border \|alt=Espanya\|link=Selecció de futbol d'Espanya\|{{#if:\|]]                        | Iker Casillas (capità)   |
| 2  | DEF  | [[Fitxer:Flag of Portugal.svg\|23x15px\|border \|alt=Portugal\|link=Selecció de futbol de Portugal\|{{#if:\|]]                  | Ricardo Carvalho         |
| 3  | DEF  | [[Fitxer:Flag of Portugal.svg\|23x15px\|border \|alt=Portugal\|link=Selecció de futbol de Portugal\|{{#if:\|]]                  | Pepe                     |
| 4  | DEF  | [[Fitxer:Flag of Spain.svg\|23x15px\|border \|alt=Espanya\|link=Selecció de futbol d'Espanya\|{{#if:\|]]                        | Sergio Ramos (2n capità) |
| 5  | MIG  | [[Fitxer:Flag of Turkey.svg\|23x15px\|border \|alt=Turquia\|link=Selecció de futbol de Turquia\|{{#if:\|]]                      | Nuri Sahin               |
| 6  | MIG  | [[Fitxer:Flag of Germany.svg\|23x15px\|border \|alt=Alemanya\|link=Selecció de futbol d'Alemanya\|{{#if:\|]]                    | Sami Khedira             |
| 7  | DAV  | [[Fitxer:Flag of Portugal.svg\|23x15px\|border \|alt=Portugal\|link=Selecció de futbol de Portugal\|{{#if:\|]]                  | Cristiano Ronaldo        |
| 8  | MIG  | [[Fitxer:Flag of Brazil.svg\|23x15px\|border \|alt=Brasil\|link=Selecció de futbol del Brasil\|{{#if:\|]]                       | Kaká                     |
| 9  | DAV  | [[Fitxer:Flag of France (1794–1815, 1830–1974).svg\|23x15px\|border \|alt=França\|link=Selecció de futbol de França\|{{#if:\|]] | Karim Benzema            |
| 10 | MIG  | [[Fitxer:Flag of Germany.svg\|23x15px\|border \|alt=Alemanya\|link=Selecció de futbol d'Alemanya\|{{#if:\|]]                    | Mesut Özil               |
| 11 | MIG  | [[Fitxer:Flag of Spain.svg\|23x15px\|border \|alt=Espanya\|link=Selecció de futbol d'Espanya\|{{#if:\|]]                        | Esteban Granero          |

| N. | Pos. | Nac. | Jugador         |
| -- | ---- | --- | --------------- |
| 12 | DEF  | [[Fitxer:Flag of Brazil.svg\|23x15px\|border \|alt=Brasil\|link=Selecció de futbol del Brasil\|{{#if:\|]]                                      | Marcelo         |
| 13 | POR  | [[Fitxer:Flag of Spain.svg\|23x15px\|border \|alt=Espanya\|link=Selecció de futbol d'Espanya\|{{#if:\|]]                                       | Antonio Adán    |
| 14 | MIG  | [[Fitxer:Flag of Spain.svg\|23x15px\|border \|alt=Espanya\|link=Selecció de futbol d'Espanya\|{{#if:\|]]                                       | Xabi Alonso     |
| 15 | DEF  | [[Fitxer:Flag of Portugal.svg\|23x15px\|border \|alt=Portugal\|link=Selecció de futbol de Portugal\|{{#if:\|]]                                 | Fábio Coentrão  |
| 16 | MIG  | [[Fitxer:Flag of Turkey.svg\|23x15px\|border \|alt=Turquia\|link=Selecció de futbol de Turquia\|{{#if:\|]]                                     | Hamit Altıntop  |
| 17 | DEF  | [[Fitxer:Flag of Spain.svg\|23x15px\|border \|alt=Espanya\|link=Selecció de futbol d'Espanya\|{{#if:\|]]                                       | Álvaro Arbeloa  |
| 18 | DEF  | [[Fitxer:Flag of the Valencian Community (2x3).svg\|23x15px\|border \|alt=País Valencià\|link=Selecció de futbol del País Valencià\|{{#if:\|]] | Raül Albiol     |
| 19 | DEF  | [[Fitxer:Flag of France (1794–1815, 1830–1974).svg\|23x15px\|border \|alt=França\|link=Selecció de futbol de França\|{{#if:\|]]                | Raphaël Varane  |
| 20 | DAV  | [[Fitxer:Flag of Argentina.svg\|23x15px\|border \|alt=Argentina\|link=Selecció de futbol de l'Argentina\|{{#if:\|]]                            | Gonzalo Higuaín |
| 21 | DAV  | [[Fitxer:Flag of Spain.svg\|23x15px\|border \|alt=Espanya\|link=Selecció de futbol d'Espanya\|{{#if:\|]]                                       | José Callejón   |
| 22 | MIG  | [[Fitxer:Flag of Argentina.svg\|23x15px\|border \|alt=Argentina\|link=Selecció de futbol de l'Argentina\|{{#if:\|]]                            | Ángel di María  |
| 24 | MIG  | [[Fitxer:Flag of France (1794–1815, 1830–1974).svg\|23x15px\|border \|alt=França\|link=Selecció de futbol de França\|{{#if:\|]]                | Lassana Diarra  |

Jugadors dels equips filials convocats amb el primer equip:
| N. | Pos. | Nac. | Jugador        |
| -- | ---- | --- | -------------- |
| 25 | POR  | [[Fitxer:Flag of Spain.svg\|23x15px\|border \|alt=Espanya\|link=Selecció de futbol d'Espanya\|{{#if:\|]] | Tomás Mejías   |
| 26 | DAV  | [[Fitxer:Flag of Spain.svg\|23x15px\|border \|alt=Espanya\|link=Selecció de futbol d'Espanya\|{{#if:\|]] | Álvaro Morata  |
| 27 | DEF  | [[Fitxer:Flag of Spain.svg\|23x15px\|border \|alt=Espanya\|link=Selecció de futbol d'Espanya\|{{#if:\|]] | Nacho          |
| 28 | DAV  | [[Fitxer:Flag of Spain.svg\|23x15px\|border \|alt=Espanya\|link=Selecció de futbol d'Espanya\|{{#if:\|]] | Jesé Rodríguez |
| 29 | DAV  | [[Fitxer:Flag of Spain.svg\|23x15px\|border \|alt=Espanya\|link=Selecció de futbol d'Espanya\|{{#if:\|]] | Joselu         |
| 30 | MIG  | [[Fitxer:Flag of Spain.svg\|23x15px\|border \|alt=Espanya\|link=Selecció de futbol d'Espanya\|{{#if:\|]] | Álex Fernández |

| N. | Pos. | Nac. | Jugador          |
| -- | ---- | --- | ---------------- |
| 31 | POR  | [[Fitxer:Flag of Spain.svg\|23x15px\|border \|alt=Espanya\|link=Selecció de futbol d'Espanya\|{{#if:\|]]       | Fernando Pacheco |
| 33 | MIG  | [[Fitxer:Flag of Spain.svg\|23x15px\|border \|alt=Espanya\|link=Selecció de futbol d'Espanya\|{{#if:\|]]       | Mandi            |
| 34 | DEF  | [[Fitxer:Flag of Portugal.svg\|23x15px\|border \|alt=Portugal\|link=Selecció de futbol de Portugal\|{{#if:\|]] | Pedro Mendes     |
| 35 | POR  | [[Fitxer:Flag of Spain.svg\|23x15px\|border \|alt=Espanya\|link=Selecció de futbol d'Espanya\|{{#if:\|]]       | Jesús Fernández  |
| 36 | DEF  | [[Fitxer:Flag of Spain.svg\|23x15px\|border \|alt=Espanya\|link=Selecció de futbol d'Espanya\|{{#if:\|]]       | Dani Carvajal    |
| 38 | DEF  | [[Fitxer:Flag of Spain.svg\|23x15px\|border \|alt=Espanya\|link=Selecció de futbol d'Espanya\|{{#if:\|]]       | Jorge Casado     |

### Equip tècnic
- Entrenador:  José Mourinho
- Segon entrenador:  Aitor Karanka[11]
- Assistents: 
  -  Rui Faria
  -  Silvino Louro
  -  José Morais
- Delegat:
  -  Chendo

## Altes per a la temporada
| N. | Pos. | Nac. | Jugador                                                   |
| -- | ---- | --- | --------------------------------------------------------- |
| —  | MIG  | [[Fitxer:Flag of Turkey.svg\|23x15px\|border \|alt=Turquia\|link=Selecció de futbol de Turquia\|{{#if:\|]]                      | Nuri Sahin (del Borussia Dortmund per 10 milions d'euros) |
| —  | MIG  | [[Fitxer:Flag of Turkey.svg\|23x15px\|border \|alt=Turquia\|link=Selecció de futbol de Turquia\|{{#if:\|]]                      | Hamit Altıntop (del Bayern de Múnic, acaba contracte)     |
| —  | DAV  | [[Fitxer:Flag of Spain.svg\|23x15px\|border \|alt=Espanya\|link=Selecció de futbol d'Espanya\|{{#if:\|]]                        | José Callejón (del RCD Espanyol)                          |
| —  | DEF  | [[Fitxer:Flag of France (1794–1815, 1830–1974).svg\|23x15px\|border \|alt=França\|link=Selecció de futbol de França\|{{#if:\|]] | Raphaël Varane (del RC Lens)                              |
| —  | DEF  | [[Fitxer:Flag of Portugal.svg\|23x15px\|border \|alt=Portugal\|link=Selecció de futbol de Portugal\|{{#if:\|]]                  | Fábio Coentrão (del SL Benfica per 30 milions d'euros.)   |

## Baixes per a la temporada
| N. | Pos. | Nac. | Jugador                                                                             |
| -- | ---- | --- | ----------------------------------------------------------------------------------- |
| —  | POR  | [[Fitxer:Flag of Poland.svg\|23x15px\|border \|alt=Polònia\|link=Selecció de futbol de Polònia\|{{#if:\|]]          | Jerzy Dudek (finalitza contracte)                                                   |
| —  | DAV  | [[Fitxer:Flag of Togo (3-2).svg\|23x15px\|border \|alt=Togo\|link=Selecció de futbol de Togo\|{{#if:\|]]            | Emmanuel Adebayor (torna al Manchester City FC després d'una cessió)                |
| —  | MIG  | [[Fitxer:Flag of Spain.svg\|23x15px\|border \|alt=Espanya\|link=Selecció de futbol d'Espanya\|{{#if:\|]]            | Pablo Sarabia (al Getafe CF)                                                        |
| —  | DAV  | [[Fitxer:Flag of Spain.svg\|23x15px\|border \|alt=Espanya\|link=Selecció de futbol d'Espanya\|{{#if:\|]]            | Juan Carlos (al Reial Saragossa per 2,5 milions d'euros, amb una opció de recompra) |
| —  | DEF  | [[Fitxer:Flag of Argentina.svg\|23x15px\|border \|alt=Argentina\|link=Selecció de futbol de l'Argentina\|{{#if:\|]] | Ezequiel Garay (al SL Benfica)                                                      |

## Cedits durant la temporada
| N. | Pos. | Nac. | Jugador                                 |
| -- | ---- | --- | --------------------------------------- |
| —  | DEF  | [[Fitxer:Flag of Spain.svg\|23x15px\|border \|alt=Espanya\|link=Selecció de futbol d'Espanya\|{{#if:\|]] | David Mateos (cedit al Reial Saragossa) |
| 16 | MIG  | [[Fitxer:Flag of Spain.svg\|23x15px\|border \|alt=Espanya\|link=Selecció de futbol d'Espanya\|{{#if:\|]] | Sergio Canales (cedit al València CF)   |

## Partits de pretemporada
| 16 de juliol                                  | Los Angeles Galaxy       | 1 – 4   | Real Madrid CF                                        | Los Angeles (Estats Units)                                                                          |  |
| 19:00 (hora local) 4:00 (horari CEST) Amistós | 38' López · 66' Cristman | Crònica | 30' Callejón · 39' Joselu · 51' Ronaldo · 57' Benzema | Los Angeles Memorial Coliseum · 56.211 espectadors · Jorge González (Estats Units) · Fábio Coentrão |  |

| 20 de juliol                                  | CD Guadalajara         | 0 - 3 | Real Madrid CF                                  | San Diego (Estats Units)                                                                   |  |
| 20:00 (hora local) 5:00 (horari CEST) Amistós | Mejía 36' Arellano 44' |       | Coentrão 41' · Ronaldo 56', 73', 76' (p. ), 82' | Qualcomm Stadium · 38.211 espectadors · Ricardo Salazar (Estats Units) · Cristiano Ronaldo |  |

| 23 de juliol                                  | Philadelphia Union        | 1 - 2   | Real Madrid CF         | Filadèlfia (Estats Units)                                                                    |  |
| 21:00 (hora local) 3:00 (horari CEST) Amistós | Farfán 80' · González 90' | Crònica | Callejón 2' · Özil 11' | Lincoln Financial Field · 57.305 espectadors · Arkadiusz Prus (Estats Units) · José Callejón |  |

| 27 de juliol                | Hertha BSC     | 1 - 3   | Real Madrid CF                 | Berlín (Alemanya)                                               |  |
| 18:00 (horari CEST) Amistós | Ebert 18', 30' | Crònica | Ronaldo 29' · Benzema 32', 47' | Olympiastadion · 74.244 espectadors · Manuel Gräfe (Alemanya) · |  |

| 30 de juliol | Leicester City | 1 - 2   | Real Madrid CF             | Leicester (Regne Unit)                                                  |  |
| Amistós      | Dyer 89'       | Crònica | Callejón 43' · Benzema 62' | King Power Stadium · 32.188 espectadors · Andre Marriner (Anglaterra) · |  |

| 3 d'agost | Guangzhou Evergrande | 1 - 7 | Real Madrid CF                                                                   | Guangzhou (Xina)                                                 |  |
| Amistós   | Yang Y. 87'          |       | Khedira 7' · Özil 31' · Benzema 39', 48' · Ronaldo 56' · Jesé 71' · Di María 83' | Tianhe Stadium · 45.000 espectadors · Liu Kwok Man (Hong Kong) · |  |

| 6 d'agost                                      | Tianjin Teda | 0 - 6   | Real Madrid CF                                                                              | Tianjin (Xina)                                                     |  |
| 17:45 (hora local) 11:45 (horari CEST) Amistós | Olguín 30'   | Crònica | Kaká 9' (pen.) · Di María 14' · Coentrão 32' · Higuaín 68' · Ronaldo 74' · Benzema 79', 82' | Estadi Olímpic de Tianjin · ~25.000 espectadors · Tan Hai (Xina) · |  |

| 24 d'agost            | Reial Madrid CF                      | 2 - 1  | Galatasaray SK  | Madrid (Espanya)                                                |  |
| 22:30 Trofeu Bernabéu | Sergio Ramos 34' · Karim Benzema 53' | Report | Selcuk Inan 11' | Santiago Bernabéu · Iglesias Villanueva (Galícia) · Xabi Alonso |  |

Actualitzat el 26 d'agost de 2011

Font: Así será la pretemporada del Real Madrid (castellà) i Trofeu Santiago Bernabeu (anglès)

## Competicions

### Supercopa d'Espanya
| 14 d'agost  | Reial Madrid CF                                           | 2 - 2 | FC Barcelona                                        | Madrid                                                |  |
| 19:00 Anada | Özil 13' · Khedira 32' · Alonso 54', 78' · Coentrão 90+1' |       | Villa 36' · Messi 45+1' · Sánchez 55' · Alves 90+3' | Santiago Bernabéu · Teixeira Vitienes I (Cantàbria) · |  |

| 17 d'agost | FC Barcelona                 | 3 - 2 | Reial Madrid CF                     | Barcelona                             |  |
| Tornada    | Iniesta 15' · Messi 44', 88' |       | Cristiano Ronaldo 20' · Benzema 81' | Camp Nou · David Fernández Borbalán · |  |

### Primera Divisió
| Pos | Equip       | J  | G  | E  | P  | GF  | GC | DG  | Pts |
| --- | ----------- | -- | -- | -- | -- | --- | -- | --- | --- |
| 1   | Real Madrid | 38 | 32 | 4  | 2  | 121 | 32 | +89 | 100 |
| 2   | Barcelona   | 38 | 28 | 7  | 3  | 114 | 29 | +85 | 91  |
| 3   | València    | 38 | 17 | 10 | 11 | 59  | 44 | +15 | 61  |

Taula posada al dia pels partits jugats el juny de 2012

      Guanyat
      Empatat
      Perdut
      Aplaçat
| 21 d'agost            | Real Madrid | v | Athletic Club | Madrid                                            |  |
| 18:00 CEST (UTC+02) 1 |             |   |               | Santiago Bernabéu · Mateu Lahoz (País Valencià) · |  |

| 28 d'agost            | Reial Saragossa       | 0 – 6  | Real Madrid                                                                | Saragossa                                                             |  |
| 20:00 CEST (UTC+02) 2 | Meira 21' Abraham 26' | Report | Ronaldo 24', 71', 87' · Marcelo 28' · Alonso 64' · Carvalho 69' · Kaká 82' | La Romareda · 28.000 espectadors · César Muñiz Fernández (Astúries) · |  |

| 10 de setembre | Reial Madrid                                                                         | 4 – 2  | Getafe CF                                              | Madrid                                                               |  |
| 20:00 CEST 3   | Benzema 14', 69' · Ronaldo 21', 60' (pen.) · Carvalho 68' · Alonso 82' · Higuaín 88' | Report | Valera 21' · Miku 39', 73' · Casquero 45' · Torres 84' | Santiago Bernabéu · 76.000 espectadors · Carlos Clos Gómez (Aragó) · |  |

| 18 de setembre | Llevant UE | 1 - 0 | Reial Madrid                                        | València                                                         |  |
| 20:00 CEST 4   | Valdo 37' · Munúa 40' · Ballesteros 40' · Juanlu 40' · Venta 42' · Koné 67' · Torres 77' · Rubén 81' · Pallardó 86' | Acta  | Khedira 24', 40' Di María 39' Pepe 77' Coentrão 89' | Ciutat de València · Javier Turienzo Álvarez (Castella i Lleó) · |  |

| 21 de setembre | Racing de Santander                                         | 0 - 0 | Reial Madrid                     | Santander                                                            |  |
| 20:00 CEST 5   | Stuani 38' Tziolis 69' Christian 80' Munitis 85' Adrián 89' | Acta  | Özil 21' Diarra 72' Carvalho 89' | El Sardinero · 21.000 espectadors · Fernández Borbalán (Andalusia) · |  |

| 24 de setembre | Reial Madrid                                                                                       | 6 – 2  | Rayo Vallecano                                                     | Madrid                                                                          |  |
| 20:00 CEST 6   | Di María 17', 56' · Ronaldo 39', 51' (pen.), 84' (pen.) · Higuaín 45+1' · Varane 67' · Benzema 73' | Report | Michu 1', 55' · Arribas 45' · Movilla 50' · Lass 65' · Giménez 83' | Santiago Bernabéu · 72.000 espectadors · José Luis Paradas Romero (Andalusia) · |  |

| 2 d'octubre  | RCD Espanyol                                    | 0 - 4  | Reial Madrid                                                      | Cornellà de Llobregat                                     |  |
| 22:00 CEST 7 | Thievy 24' Javi López 29' Romaric 31' Weiss 80' | Prèvia | 17' Higuaín · 50' Lass · 66' Higuaín · 82' Callejón · 89' Higuaín | Estadi Cornellà-El Prat · Teixeira Vitienes (Cantàbria) · |  |

| 15 d'octubre | Reial Madrid                                | 4 - 1  | Reial Betis                                         | Madrid                                   |  |
| 18:00 CEST 8 | Pepe 24' · Higuaín 46', 69', 73' · Kaká 58' | Report | 59' Salva S. · 64' Beñat · 68' J. Molina · 85' Momo | Santiago Bernabéu · 83.000 espectadors · |  |

| 22 d'octubre | Màlaga CF  | 0 - 4  | Reial Madrid                        | Madrid                                                                 |  |
| 20:00 CEST 9 | Eliseu 24' | Report | 10' Higuaín · 23', 27', 37' Ronaldo | Santiago Bernabéu · 28.500 espectadors · Mateu Lahoz (País Valencià) · |  |

| 26 d'octubre           | Reial Madrid                                          | 3 - 0  | Vila-real CF                       | Madrid                                                            |  |
| 22:00 CEST (UTC+02) 10 | Benzema 5' · Kaká 10' 52' · Alonso 20' · di María 30' | Report | 15' Musacchio 46' Catalá 53' Ruben | Santiago Bernabéu · 55.000 espectadors · Pérez Lasa (País Basc) · |  |

| 30 d'octubre | Reial Societat | 0 - 1 | Reial Madrid | Sant Sebastià                         |  |
| 12:00 CET 11 |                |       |              | Anoeta · Undiano Mallenco (Navarra) · |  |

| 6 de novembre         | Reial Madrid                                                             | 7 – 1  | CA Osasuna                                      | Madrid                                                                                  |  |
| 12:00 CET (UTC+01) 12 | Ronaldo 23', 54' (pen.), 58' · Pepe 34' · Higuaín 40' · Benzema 63', 81' | Report | Puñal 22' · Ibrahima 31' · Satrústegui 32', 54' | Santiago Bernabéu · 83.000 espectadors · Alfonso Javier Álvarez Izquierdo (Catalunya) · |  |

| 19 de novembre        | València CF                                   | 2 – 3  | Reial Madrid | València                                                                               |  |
| 22:00 CET (UTC+01) 13 | T. Costa 22' · Albelda 59' · Soldado 75', 83' | Report | Benzema 20' · Arbeloa 33' · Ronaldo 53', 79' · Marcelo 55' · Özil 56' · Ramos 59', 72' · Alonso 65' · Granero 90+4' | Estadi de Mestalla · 45.000 espectadors · José Antonio Teixeira Vitienes (Cantabria) · |  |

| 26 de novembre        | Reial Madrid                                                             | 4 – 1  | Atlètic de Madrid                                                                               | Madrid                                                                 |  |
| 20:00 CET (UTC+01) 14 | Ronaldo 24' (pen.), 82' (pen.) · Alonso 40' · Di María 49' · Higuaín 65' | Report | Adrián 15' · Diego 18' · Courtois 22' · Turan 27' · Perea 33' · Gabi 36' · Luís 67' · Godín 81' | Santiago Bernabéu · 80.315 espectadors · Mateu Lahoz (País Valencià) · |  |

| 3 de desembre         | Sporting de Gijón                                          | 0 – 3  | Reial Madrid                                                                  | Gijón                                                                      |  |
| 18:00 CET (UTC+01) 15 | Eguren 22', 80' Barral 24' Trejo 27' Bilić 27' Cases 45+2' | Report | Callejón 22' · Di María 34', 56' · Coentrão 48' · Ronaldo 64' · Marcelo 90+2' | El Molinón · 27.000 espectadors · Eduardo Iturralde González (País Basc) · |  |

| 10 de desembre        | Reial Madrid                                                          | 1 – 3  | FC Barcelona                                                          | Madrid                                                                    |  |
| 22:00 CET (UTC+01) 16 | Benzema 1' · Xabi Alonso 26' · Lass 61' · Pepe 62' · Sergio Ramos 69' | Report | Alexis 26' · Alexis 30' · Messi 36' · Piqué 48' · Xavi 54' · Cesc 67' | Santiago Bernabéu · 83.500 espectadors · Fernández Borbalán (Andalusia) · |  |

| 17 de desembre        | Sevilla FC                                                                   | 2 - 6  | Reial Madrid | Sevilla                                                     |  |
| 22:00 CET (UTC+01) 17 | Rakitić 21' · Medel 52' · Kanouté 64' · Navas 69' · Manu 74' · Negredo 90+2' | Report | Ronaldo 10', 41', 85' (pen.) · Pepe 30', 44' · Ramos 33' · Callejón 37' · Arbeloa 44' · Diarra 53' · Di María 66' · Altıntop 89' | Sánchez Pizjuán · 40.000 espectadors · Clos Gómez (Aragó) · |  |

| 7 de gener de 2012    | Reial Madrid                                                 | 5 - 1  | Granada CF             | Madrid                                                                |  |
| 20:00 CET (UTC+01) 18 | 18', 49' Benzema · 33' Ramos · 46' 59' Higuaín · 88' Ronaldo | Report | Rico 21' · Roberto 25' | Santiago Bernabéu · 78.000 espectadors · Muñiz Fernández (Astúries) · |  |

| 14 de gener           | RCD Mallorca                                                      | 1 - 2  | Reial Madrid CF                           | Palma                                                       |  |
| 20:00 CET (UTC+01) 19 | Hemed 39' · Tissone 56' · Cendrós 57' · Castro 83' · Ogunjimi 88' | Report | Higuaín 72' · Callejón 84' · Coentrão 86' | Son Moix · 19.557 espectadors · Pérez Montero (Andalusia) · |  |

| 22 de gener          | Reial Madrid CF                                                                   | 4 - 1 | Athletic Club                                     | Madrid                                            |  |
| 21:30 CET (UTC+01) 1 | 25' Marcelo · 28', 47' (p.), 65' Ronaldo · 57' Ramos · 74' Arbeloa · 85' Callejón |       | Llorente 13' · de Marcos 26', 66' · Iturraspe 46' | Santiago Bernabéu · Mateu Lahoz (País Valencià) · |  |

| 28 de gener           | Reial Madrid CF                        | 3 - 1 | Reial Saragossa          | Madrid                                                                    |  |
| 20:00 CET (UTC+01) 20 | Kaká 32' · Ronaldo 49', 63' · Özil 56' |       | Lafita 11' · Paredes 26' | Santiago Bernabéu · 67.000 espectadors · Iturralde González (País Basc) · |  |

| 4 de febrer           | Getafe CF                                                               | 0 - 1  | Reial Madrid | Getafe                                                                     |  |
| 20:00 CET (UTC+01) 22 | Rodríguez 28' Díaz 33' Casquero 35' Miku 36' Arizmendi 82' Masilela 87' | Report | Ramos 18'    | Coliseum Alfonso Pérez · 13.000 espectadors · Ayza Gámez (País Valencià) · |  |

| 12 de febrer          | Reial Madrid                                                                    | 4 - 2  | Llevant UE                                                | Madrid                                                                |  |
| 21:30 CET (UTC+01) 23 | Ramos 36' · Ronaldo 45' (pen.), 50', 57' · Pepe 49' · Benzema 66' · Arbeloa 84' | Report | Cabral 5', 86' · Serrano 33' · Iborra 37', 43' · Koné 63' | Santiago Bernabéu · 67.000 espectadors · Undiano Mallenco (Navarra) · |  |

| 18 de febrer          | Reial Madrid | 4 - 0  | Racing de Santander | Madrid                                                                         |  |
| 20:00 CET (UTC+01) 24 |              | Report |                     | Santiago Bernabéu · 76.000 espectadors · González González (Castella i Lleó) · |  |

| 26 de febrer          | Rayo Vallecano                              | 0 – 1  | Reial Madrid                                                                                 | Madrid                                                                              |  |
| 16:00 CET (UTC+01) 25 | Costa 20' Fuego 84' Michu 89' Arribas 90+2' | Report | Ramos 3' · Casillas 41' · Marcelo 45' · Ronaldo 54' · Alonso 65' · Coentrão 90' · Pepe 90+3' | Campo de Fútbol de Vallecas · 12.400 espectadors · Fernández Borbalán (Andalusia) · |  |

| 4 de març             | Reial Madrid                                                           | 5 – 0  | RCD Espanyol         | Madrid                                                                   |  |
| 21:30 CET (UTC+01) 26 | Ronaldo 23' · Carvalho 30' · Khedira 38' · Higuaín 47', 78' · Kaká 66' | Report | Verdú 54' Forlín 56' | Santiago Bernabéu · 77.000 espectadors · Teixeira Vitienes (Cantàbria) · |  |

| 10 de març            | Reial Betis                           | 2 – 3  | Reial Madrid                                                          | Sevilla                                                                                               |  |
| 22:00 CET (UTC+01) 27 | Molina 10' · Iriney 35' · Montero 55' | Report | Higuaín 25' · Kaká 37' · Ramos 37' · Ronaldo 52', 73' · Arbeloa 90+2' | Benito Villamarín · 51.566 espectadors · Iturralde González (País Basc), · Sagués Oscoz (País Basc) · |  |

| 18 de març de 2012    | Reial Madrid                         | 1 – 1  | Màlaga CF                   | Madrid                                                                |  |
| 21:30 CET (UTC+01) 28 | Benzema 35' · Khedira 63' · Pepe 87' | Report | Sánchez 53' · Cazorla 90+2' | Santiago Bernabéu · 75.000 espectadors · Ayza Gámez (País Valencià) · |  |

| 21 de març            | Vila-real CF                                                       | 1 – 1  | Reial Madrid                                                                                                | Vila-real CF                                                    |  |
| 22:00 CET (UTC+01) 29 | Senna 20', 83' · Mario 32' · Ángel 34' · Ruben 55' · de Guzmán 76' | Report | Diarra 5' · Alonso 38' · Pepe 45+1' · Ramos 53', 85' · Ronaldo 62' · Özil 85' · Khedira 88' · Higuaín 90+5' | El Madrigal · 20.000 espectadors · Paradas Romero (Andalusia) · |  |

| 24 de març            | Reial Madrid                                                    | 5 - 1 | Reial Societat                                                              | Madrid                                                                        |  |
| 20:00 CET (UTC+01) 30 | Higuaín 6' · Ronaldo 32', 56' · Benzema 40', 49' · Alonso 45+1' |       | I. Martínez 23' · González 37' · de la Bella 39' · Prieto 42' · Demidov 84' | Santiago Bernabéu · 77.000 espectadors · Turienzo Álvarez (Castella i Lleó) · |  |

| 31 de març             | CA Osasuna                                         | 1 – 5 | Reial Madrid                                                 | Pamplona                                                             |  |
| 20:00 CEST (UTC+02) 31 | Sergio 4' · Nino 48' · Andrés 70' · Lamah 90', 90' |       | Benzema 7' · Ramos 21' · Ronaldo 37', 70' · Higuaín 40', 77' | Reyno de Navarra · 18.161 espectadors · Muñiz Fernández (Astúries) · |  |

| 8 d'abril              | Reial Madrid | 0 - 0 | València CF | Madrid                                   |  |
| 21:30 CEST (UTC+02) 32 |              |       |             | Santiago Bernabéu · Clos Gómez (Aragó) · |  |

| 11 d'abril             | Atlètic de Madrid | 1 - 4 | Reial Madrid | Madrid             |  |
| 22:00 CEST (UTC+02) 33 |                   |       |              | Vicente Calderón · |  |

| 14 d'abril             | Reial Madrid | 3 - 1 | Sporting de Gijón | Madrid              |  |
| 20:00 CEST (UTC+02) 34 |              |       |                   | Santiago Bernabéu · |  |

| 21 d'abril | FC Barcelona | 1 - 2 | Reial Madrid | Barcelona  |  |
| 20:00 35   |              |       |              | Camp Nou · |  |

| 29 d'abril             | Reial Madrid                                                           | 3 – 0  | Sevilla FC          | Madrid                                                                 |  |
| 12:00 CEST (UTC+02) 36 | Ronaldo 19' · Özil 25' · Benzema 48', 52' · Granero 54' · Di María 59' | Report | Deivid 54' Cala 58' | Santiago Bernabéu · 72.000 espectadors · Mateu Lahoz (País Valencià) · |  |

| 2 de maig              | Athletic Club                                          | 0 – 3  | Reial Madrid                                                                                    | Bilbao                                                                        |  |
| 22:00 CEST (UTC+02) 20 | Martínez 11', 72' San José 37' Toquero 45+1' Pérez 85' | Report | Ramos 12' · Higuaín 16' · Özil 20', 78' · Coentrão 36' · Ronaldo 50' · Arbeloa 64' · Alonso 69' | San Mamés · 37.500 espectadors · José Antonio Teixeira Vitienes (Cantabria) · |  |

| 5 de maig              | Granada CF                                                                                  | 1 – 2  | Reial Madrid                                                                                   | Granada                                                                        |  |
| 21:00 CEST (UTC+02) 37 | Jara 5', 61' · Hurtado 79', 90+5' · Benítez 80' · Cortés 88' · Gómez 90+2' · Siqueira 90+5' | Report | Albiol 25' · Higuaín 65' · Alonso 72' · Marcelo 80' · Ronaldo 81' (pen.) · Cortés 90+3' (o.g.) | Estadio Nuevo Los Cármenes · 22.000 espectadors · Carlos Clos Gómez (Aragon) · |  |

| 13 de maig             | Reial Madrid CF                           | 4 – 1  | RCD Mallorca    | Madrid                                                                                    |  |
| 20:00 CEST (UTC+02) 38 | Ronaldo 19' · Benzema 23' · Özil 49', 58' | Report | Castro 52', 62' | Santiago Bernabéu · 83.000 espectadors · José Luis González González (Castile and León) · |  |

### Copa del Rei

#### Setzens de final
| 13 de desembre           | SD Ponferradina                   | 0 – 2   | Reial Madrid                                 | Ponferrada                                                       |  |
| 20:00 CET (UTC+01) Anada | Rodríguez 58' Ruiz 65' Samuel 66' | Crònica | Albiol 14', 69' · Callejón 29' · Ronaldo 74' | El Toralín · 8.500 espectadors · Iglesias Villanueva (Galícia) · |  |

| 20 de desembre             | Reial Madrid                                                          | 5 - 1 (Total: 7 – 1) | SD Ponferradina         | Madrid                                                                |  |
| 20:00 CET (UTC+01) Tornada | Callejón 25', 88' · Şahin 44' · Varane 49' · Joselu 79' · Khedira 84' | Crònica              | Acorán 53' · Samuel 86' | Santiago Bernabéu · 52.000 espectadors · Ayza Gámez (País Valencià) · |  |

#### Vuitens de final
| 3 de gener de 2012       | Reial Madrid                                                                         | 3 - 2   | Màlaga CF                                                      | Madrid                                                                      |  |
| 22:00 CET (UTC+01) Anada | Arbeloa 27' · Higuaín 28', 70' · Khedira 68' · Pepe 74' · Benzema 78' · Alonso 90+2' | Crònica | 10', 57' Sánchez · 29' Demichelis · 77' Toulalan · 80' Monreal | Santiago Bernabéu · 83.500 espectadors · F. Teixeira Vitienes (Cantàbria) · |  |

| 10 de gener                | Màlaga CF                 | 0 - 1 | Reial Madrid CF                          | Màlaga                                 |  |
| 22:00 CET (UTC+01) Tornada | Demichelis 43' Rondón 76' |       | 17' Lass · 30', 89'Arbeloa · 71' Benzema | La Rosaleda · Pérez Lasa (País Basc) · |  |

#### Quarts de final
| 18 de gener              | Reial Madrid CF                                                     | 1 - 2  | FC Barcelona                                           | Madrid                                                                |  |
| 22:00 CET (UTC+01) Anada | 11' Ronaldo · 17' Pepe · 59' Coentrão · 67' Callejón · 87' Carvalho | Report | 19' Piqué · 49', 79' Puyol · 55' Busquets · 77' Abidal | Santiago Bernabéu · 83.500 espectadors · Muñiz Fernández (Astúries) · |  |

| 25 de gener                | FC Barcelona                        | 2 – 2 (Total: 4 – 3) | Reial Madrid CF | Barcelona                                                       |  |
| 22:00 CET (UTC+01) Tornada | Pedro 43' · Messi 45' · Alves 45+3' |                      | Diarra 27' · Ramos 33', 88' · Casillas 45+2' · Ronaldo 54', 68' · Benzema 72' · Coentrão 81' · Granero 90' · Pepe 90+2' | Camp Nou · 95.468 espectadors · Teixeira Vitienes (Cantàbria) · |  |

### Lliga de Campions

#### Fase de Grups
| Equip            | PJ | G | E | P | GF | GC | DG  | Pts |
| ---------------- | -- | - | - | - | -- | -- | --- | --- |
| Real Madrid      | 6  | 6 | 0 | 0 | 19 | 2  | +17 | 18  |
| Ol. Lyon         | 6  | 2 | 2 | 2 | 9  | 7  | +2  | 8   |
| AFC Ajax         | 6  | 2 | 2 | 2 | 6  | 6  | 0   | 8   |
| Dinamo de Zagreb | 6  | 0 | 0 | 6 | 3  | 22 | -19 | 0   |

| 14 de setembre | Dinamo de Zagreb | 0 - 1   | Real Madrid                                  | Zagreb (Croàcia)                                         |  |
| 20:45 CEST 1   | Leko 39'         | Crònica | Di María 53' · Marcelo 70', 73' · Pepe 90+2' | Estadi Maksimir · Svein Oddvar Moen (Noruega) · Di María |  |

| 27 de setembre | Reial Madrid                                        | 3 - 0  | AFC Ajax | Madrid                                                                        |  |
| 20:45 CEST 2   | Carvalho 19' · Ronaldo 25' · Kaká 41' · Benzema 49' | Report |          | Santiago Bernabéu · 70.320 espectadors · Mark Clattenburg (Anglaterra) · Kaká |  |

| 18 d'octubre | Reial Madrid                                                                         | 4 - 0 | Olympique de Lió       | Madrid                                                                    |  |
| 20:45 CEST 3 | Benzema 19' · Alonso 40' · Khedira 47' · Lloris 55' (p.p.) · Ramos 81' · Ronaldo 85' |       | B. Koné 69' Briand 75' | Santiago Bernabéu · 76.102 espectadors · Cüneyt Çakır (Turquia) · Benzema |  |

| 2 de novembre | Olympique de Lió      | 0 - 2 | Real Madrid                                                                   | Lió (França)                                                              |  |
| 20:45 CET 4   | Cris 8' Källström 57' |       | Ronaldo 24', 69' (pen.) · Khedira 50' · Diarra 59' · Albiol 75' · Higuaín 77' | Stade de Gerland · 40.099 espectadors · Nicola Rizzoli (Itàlia) · Ronaldo |  |

| 22 de novembre | Reial Madrid                                               | 6 - 2 | Dinamo de Zagreb                             | Madrid                                                                  |  |
| 20:45 CET 5    | Benzema 2', 66' · Callejón 6', 49' · Higuaín 9' · Özil 20' |       | Bećiraj 81', 89' · Tomečak 90' · Cufré 90+2' | Santiago Bernabéu · 65.415 espectadors · Alan Kelly (Irlanda) · Benzema |  |

| 7 de desembre | AFC Ajax       | 0 - 3 | Real Madrid                                     | Amsterdam (Països Baixos)                                                   |  |
| 20:45 CET 6   | Vertonghen 37' |       | Callejón 14', 90+2' · Higuaín 41' · Arbeloa 58' | Amsterdam Arena · 51.557 espectadors · Manuel De Sousa (Portugal) · Higuaín |  |

#### Vuitens de final
| 21 de febrer             | CSKA de Moscou       | 1 – 1  | Real Madrid                                         | Moscou, Rússia                                                        |  |
| 18:00 CET (UTC+01) Anada | Wernbloom 67', 90+3' | Report | Ronaldo 28' · Alonso 46' · Ramos 72' · Coentrão 82' | Lujniki · 70.000 espectadors · Björn Kuipers (Països Baixos) · Alonso |  |

| 14 de març                 | Reial Madrid                                                | 4 – 1 (Total: 5 – 2) | CSKA Moscou                                                             | Madrid                                                                      |  |
| 20:45 CET (UTC+01) Tornada | Higuaín 26' · Alonso 50' · Ronaldo 55', 90+4' · Benzema 70' | Report               | Chepchugov 15' · V. Berezutski 32' · Musa 39' · Tošić 77' · Mamayev 84' | Santiago Bernabéu · 67.743 espectadors · Stéphane Lannoy (França) · Ronaldo |  |

#### Quarts de final
| 27-3-2012                 | APOEL | 0 – 3  | Reial Madrid CF             | Nicòsia, Xipre                                                   |  |
| 20:45 CEST (UTC+02) Anada |       | Report | Benzema 74', 90' · Kaká 82' | GSP Stadium · 22.385 espectadors · Felix Brych (Alemanya) · Kaká |  |

| 4 d'abril                   | Reial Madrid                                              | 5 - 2 (Total: 8 – 2) | APOEL                                              | Madrid                                                                           |  |
| 20:45 CEST (UTC+02) Tornada | Ronaldo 26', 75' · Kaká 37' · Callejón 80' · Di María 84' | Report               | Manduca 67' · Poursaitidis 75' · Solari 82' (pen.) | Santiago Bernabéu · 54.627 espectadors · Gianluca Rocchi (Itàlia) · Ricardo Kaká |  |